# Einstrahlung (Sozialversicherung)
Die sogenannte Einstrahlung ist ein gesetzlicher Tatbestand im deutschen Sozialrecht, der die Versicherungspflicht und die Versicherungsberechtigung bei grenzüberschreitenden Sachverhalten regelt, die eine sozialversicherungspflichtige Beschäftigung oder eine selbständige Tätigkeit voraussetzen. Die Regelung wird dem Internationalen Sozialrecht zugerechnet.
Nach § 5 SGB IV ist das deutsche Sozialversicherungsrecht nicht anwendbar, wenn der Einsatz eines aus dem Ausland ins Inland entsandten Beschäftigten oder Selbständigen „infolge der Eigenart der Beschäftigung oder vertraglich im Voraus zeitlich begrenzt ist.“ Der Betroffene ist dann nicht in der deutschen Sozialversicherung sozialversicherungspflichtig.
Dies gilt nicht, wenn das über- oder das zwischenstaatliche Recht etwas anderes bestimmt, § 6 SGB IV. Damit sind insbesondere Regelungen des Europäischen Sozialrechts und Sozialversicherungsabkommen gemeint. Sie gehen der „Einstrahlung“ vor.
Näheres für die Praxis der Sozialversicherungsträger ist den gemeinsamen „Richtlinien zur versicherungsrechtlichen Beurteilung von Arbeitnehmern bei Ausstrahlung (§ 4 SGB IV) und Einstrahlung (§ 5 SGB IV)“ (Aus- und Einstrahlunge-Richtlinien, Aichberger Nr. 4/30) des GKV-Spitzenverbands, der Deutschen Rentenversicherung Bund, der Deutschen Gesetzlichen Unfallversicherung und der Bundesagentur für Arbeit zu entnehmen.